# بوخ (شوابن)
بوخ (به آلمانی: Buch) یک شهر در آلمان است که در نوی-اولم واقع شده‌است.